# Калгарийский Стампид

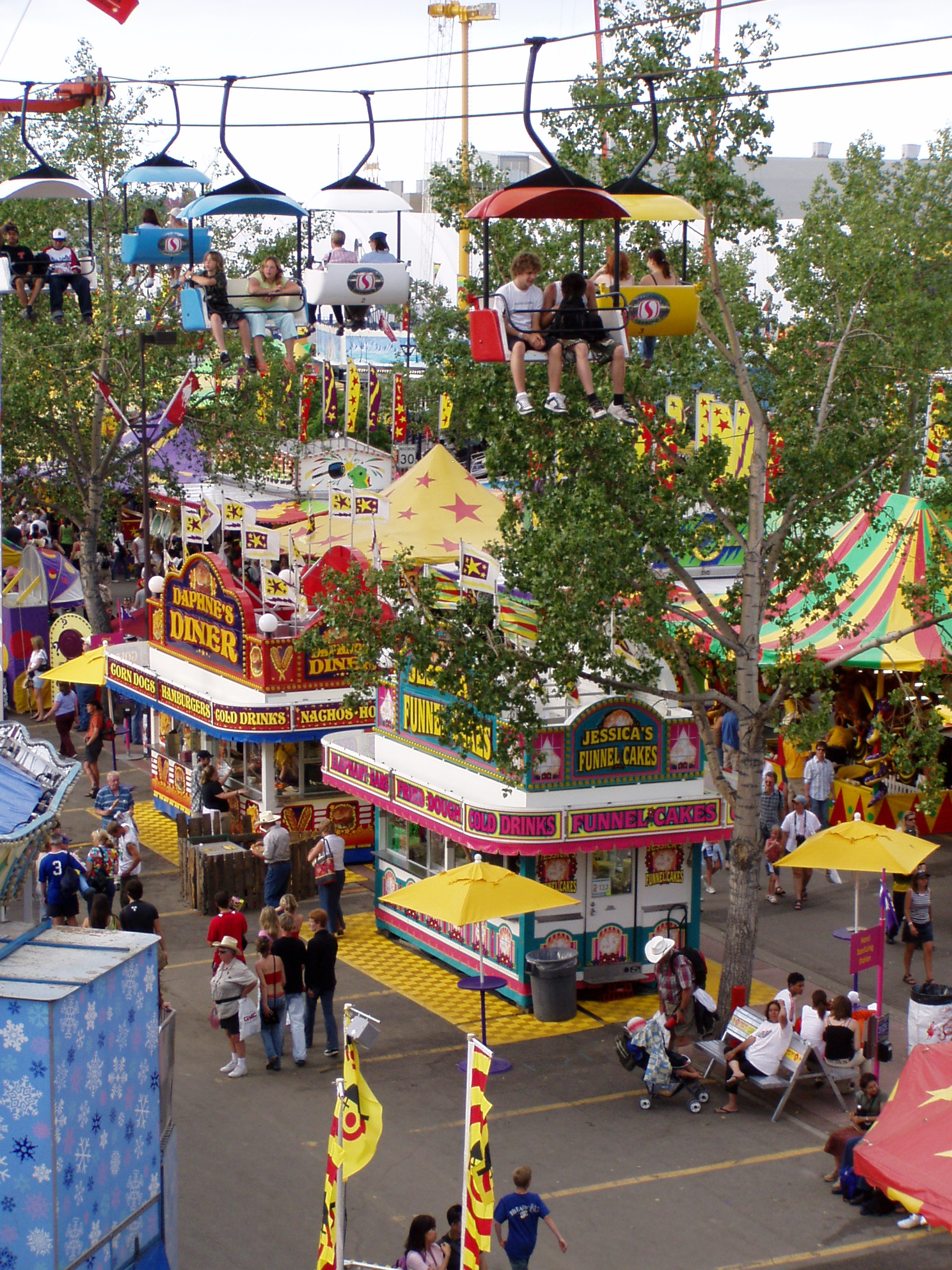
Аттракционы на площадке развлечений.

Калгари Стампид (The Calgary Stampede) — крупный ежегодный ковбойский родео-фестиваль, проходящий в городе Калгари (Канада) каждое лето в течение 10 дней в начале июля. Привлекает более миллиона посетителей. В программу фестиваля помимо родео входят гонки на фургонах в стиле «дикого Запада» и танцы индейских племён. Кроме того, во время фестиваля проходит сельскохозяйственная ярмарка и парад, в котором принимают участие оркестры и музыкальные коллективы из разных стран мира — из США, Великобритании, Шотландии, Австралии, Германии.

## История фестиваля
Впервые фестиваль в Калгари был проведён в 1912 году.
- 1923 год — впервые проведены гонки на фургонах.
- 1925 год — в США вышел немой фильм The Calgary Stampede, сделавший фестиваль в Калгари популярным во всей Северной Америке.
- 1953 год — умирает Гай Ведик, организатор фестиваля.
- 1967-1968 годы — увеличено время проведения фестиваля с 6 до 10 дней.
- 1968 год — расширена территория Стампид-парка, в котором проходит фестиваль.
- 1969 год — впервые вручена ежегодная премия имени Гая Ведика.
- 1982 год — денежный приз для участников родео достигает 500 000 канадских долларов.
- 1996 год — впервые премию имени Гая Ведика получает женщина (Моника Уилсон).
- 2000 год — количество участников фестиваля впервые превысило 1 000 000 человек.
- 2004 год — денежный приз для участников родео увеличен до 1 000 000 долларов.
- 2009 год — денежный приз для участников родео увеличен до 2 000 000 долларов. Ежедневные выплаты участникам соревнований увеличены с 15 000 долларов до 17 500 за выступление.

## Проведение фестиваля
Фестиваль проводится в Стампид-парке в следующем порядке.
- Парад
- Выступления артистов
- Аттракционы на площадке развлечений
- Родео, скачки, гонки на фургонах и другие ковбойские соревнования
- Фейерверк

## Галерея

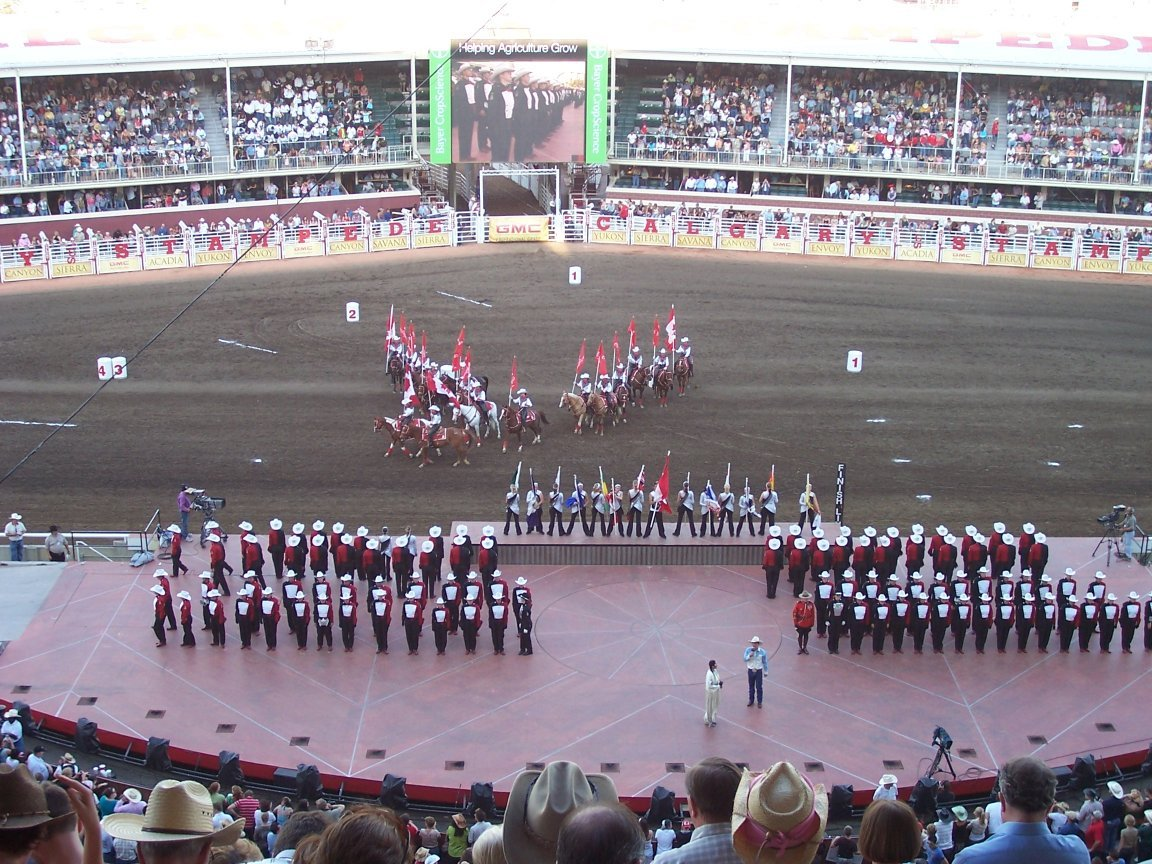
Стадион в Стампид-парке, на котором проводятся родео.
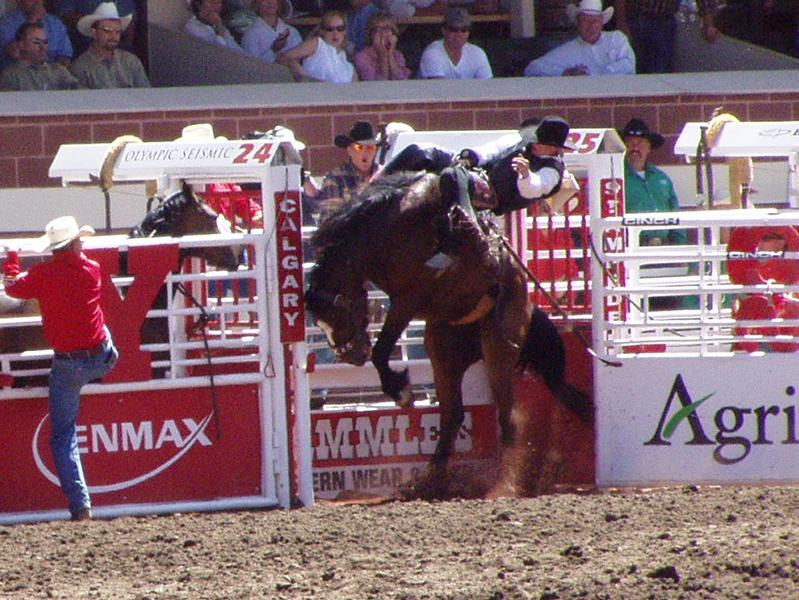
Наездник в родео.
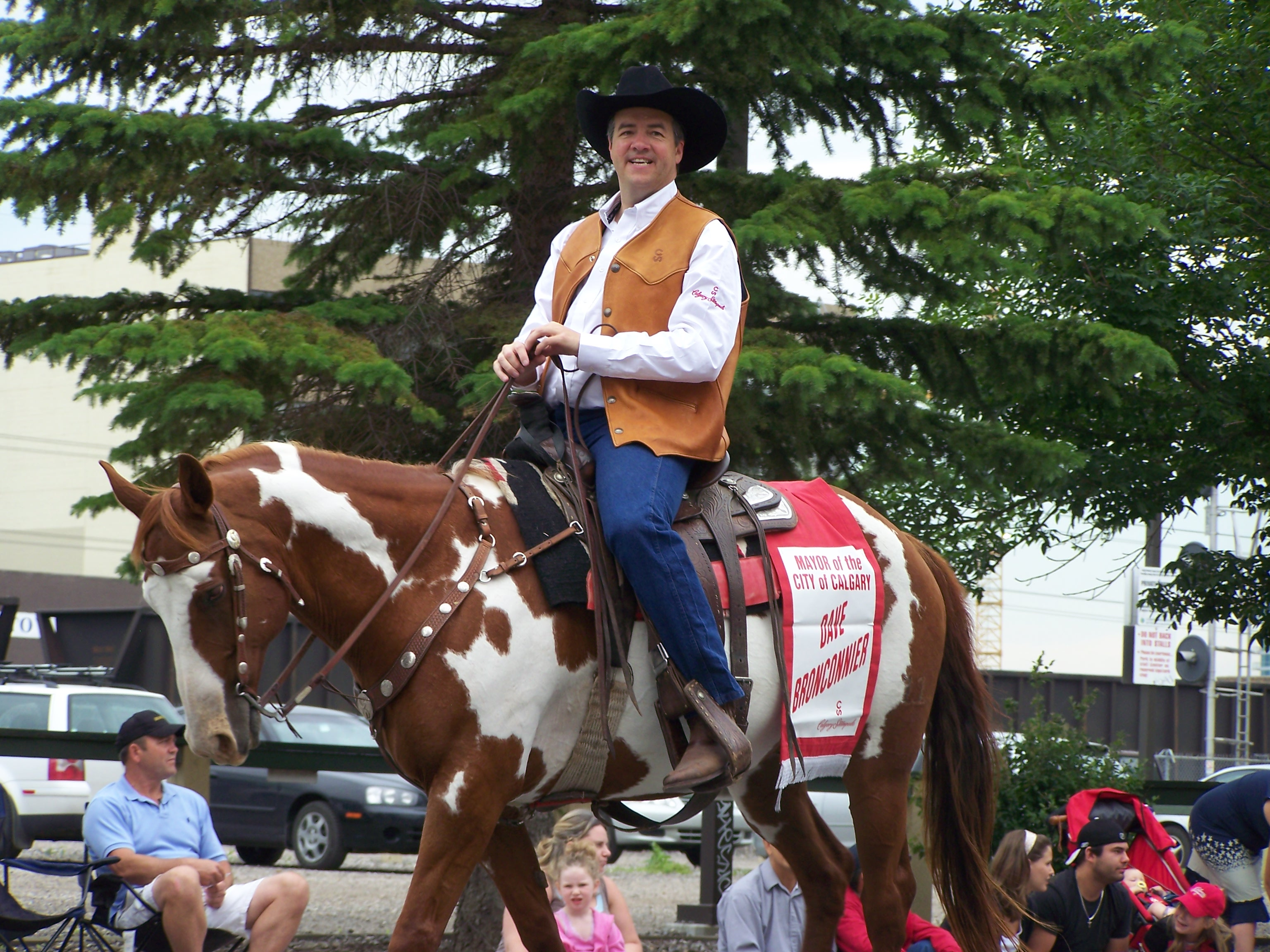
Участник парада.
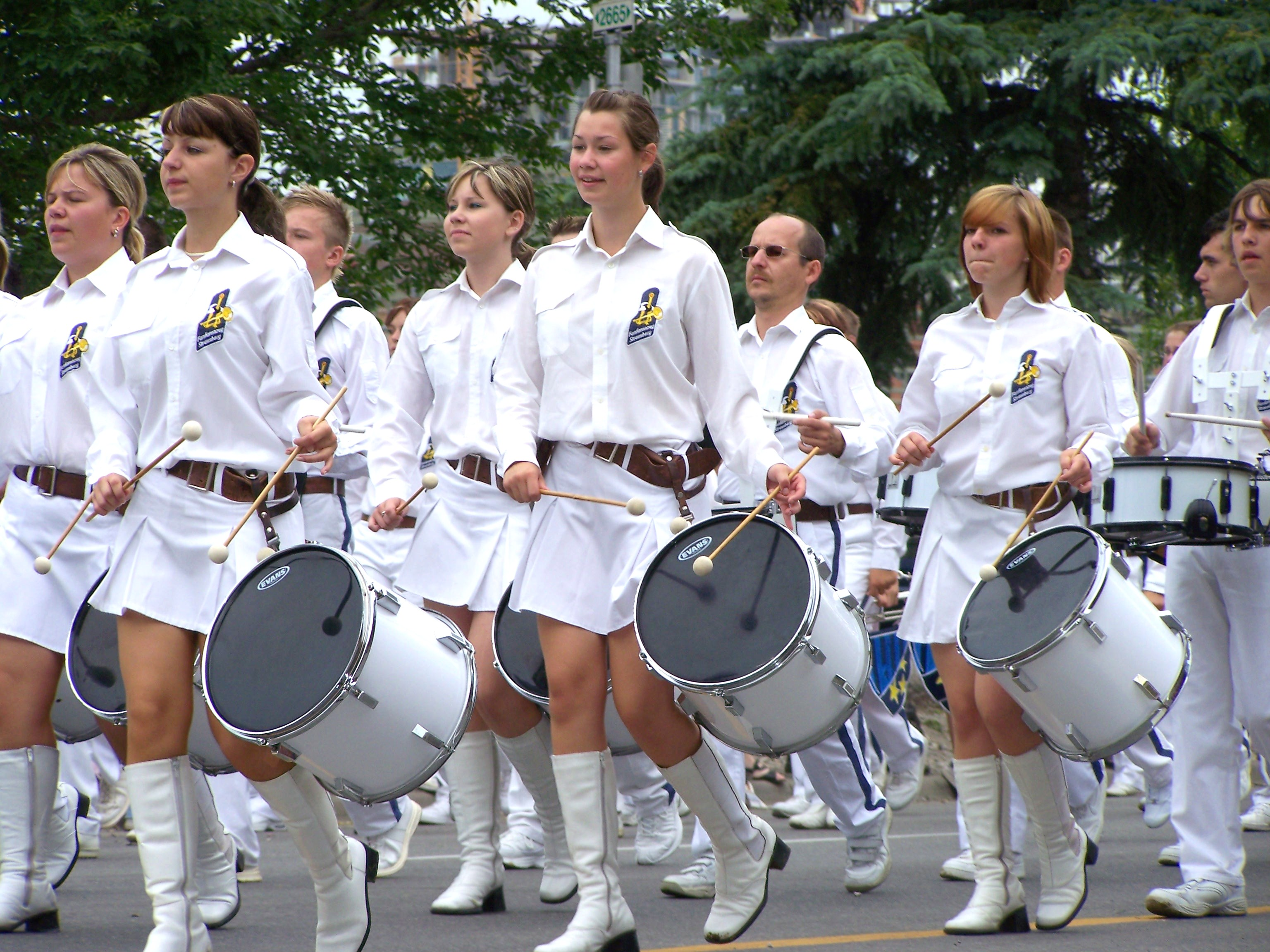
Участники парада из Германии.
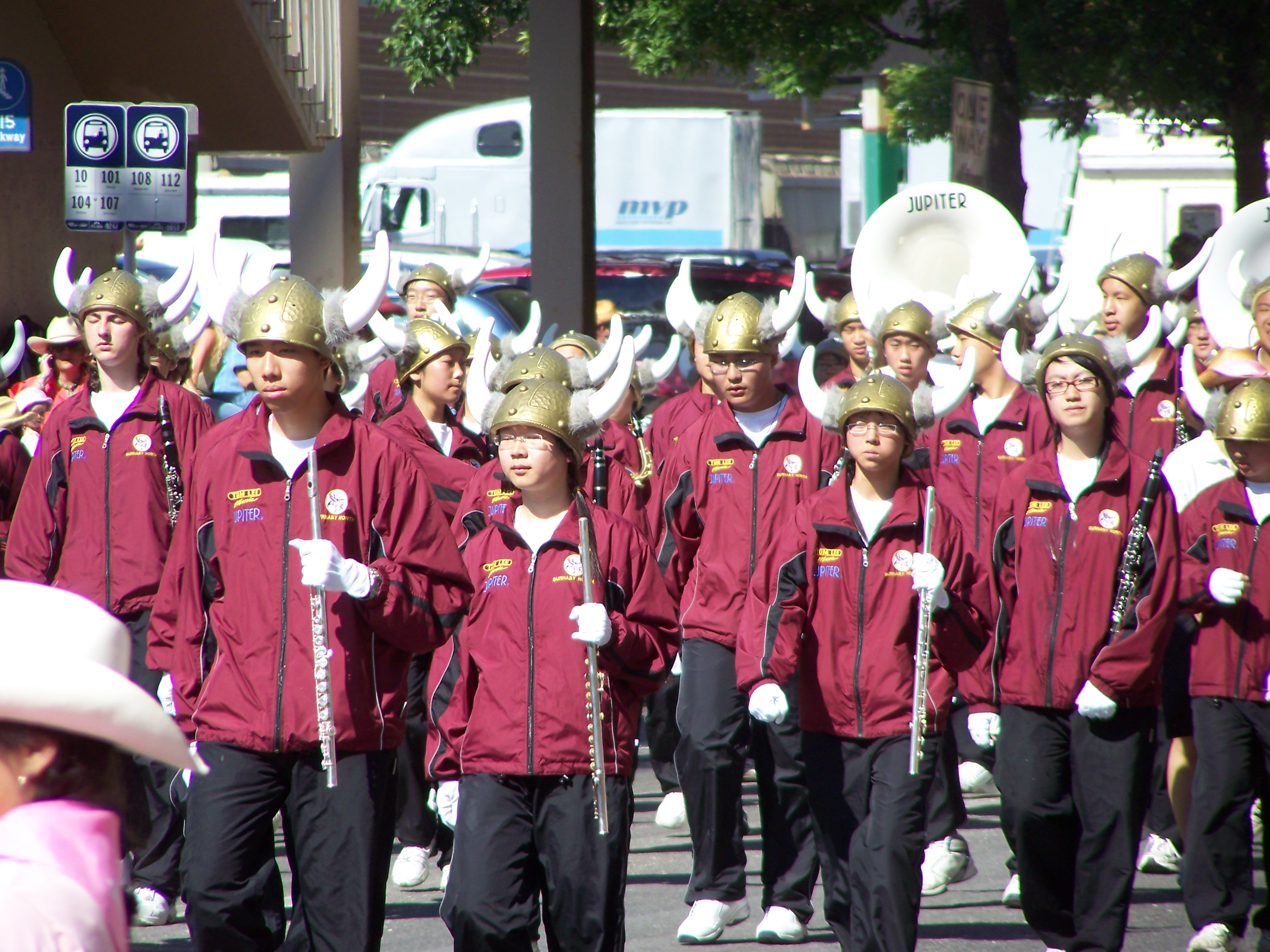
Участники парада.
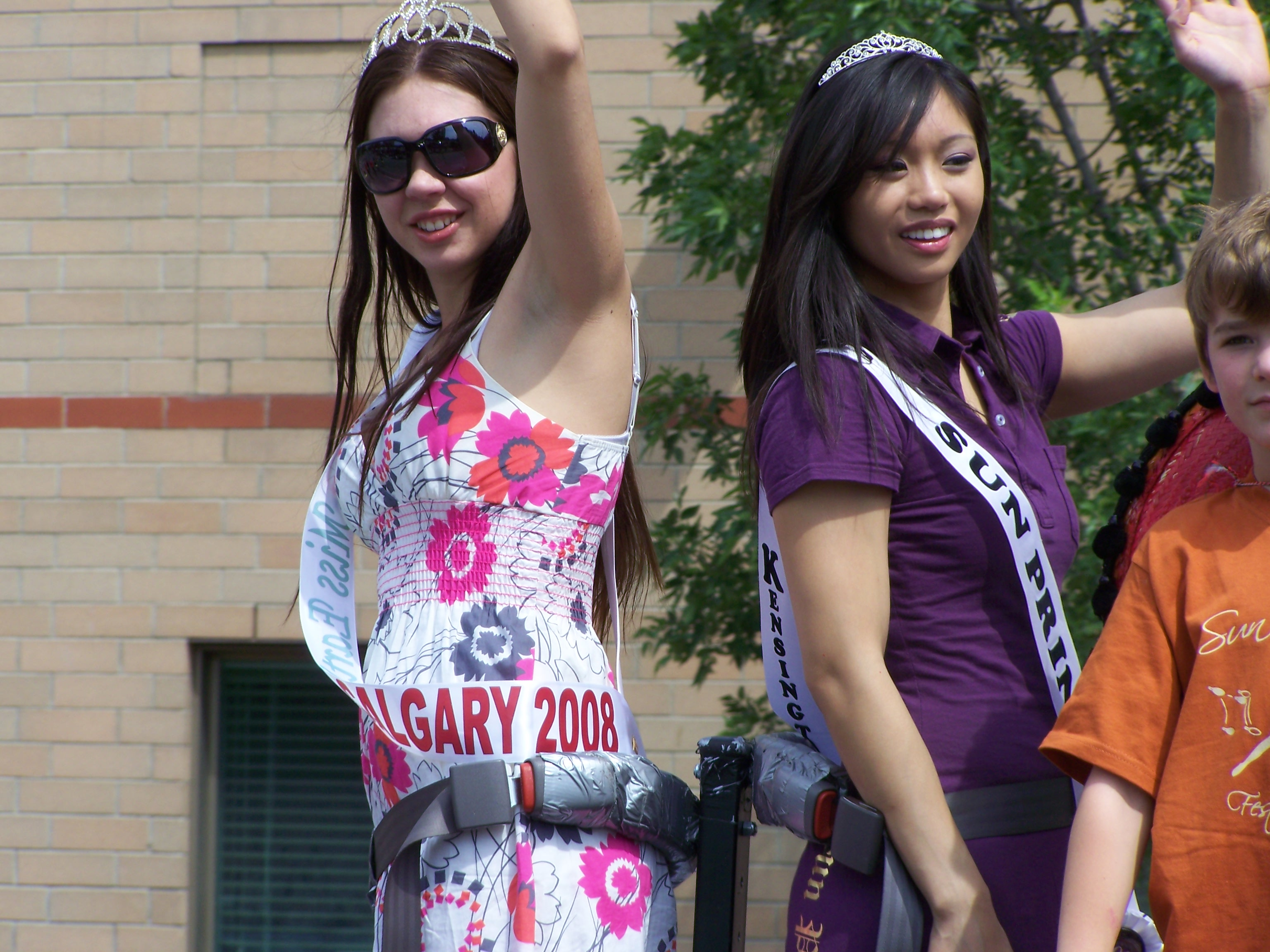
Участницы конкурса Лиза Харриган и Джессика Цанг, 2008 год.
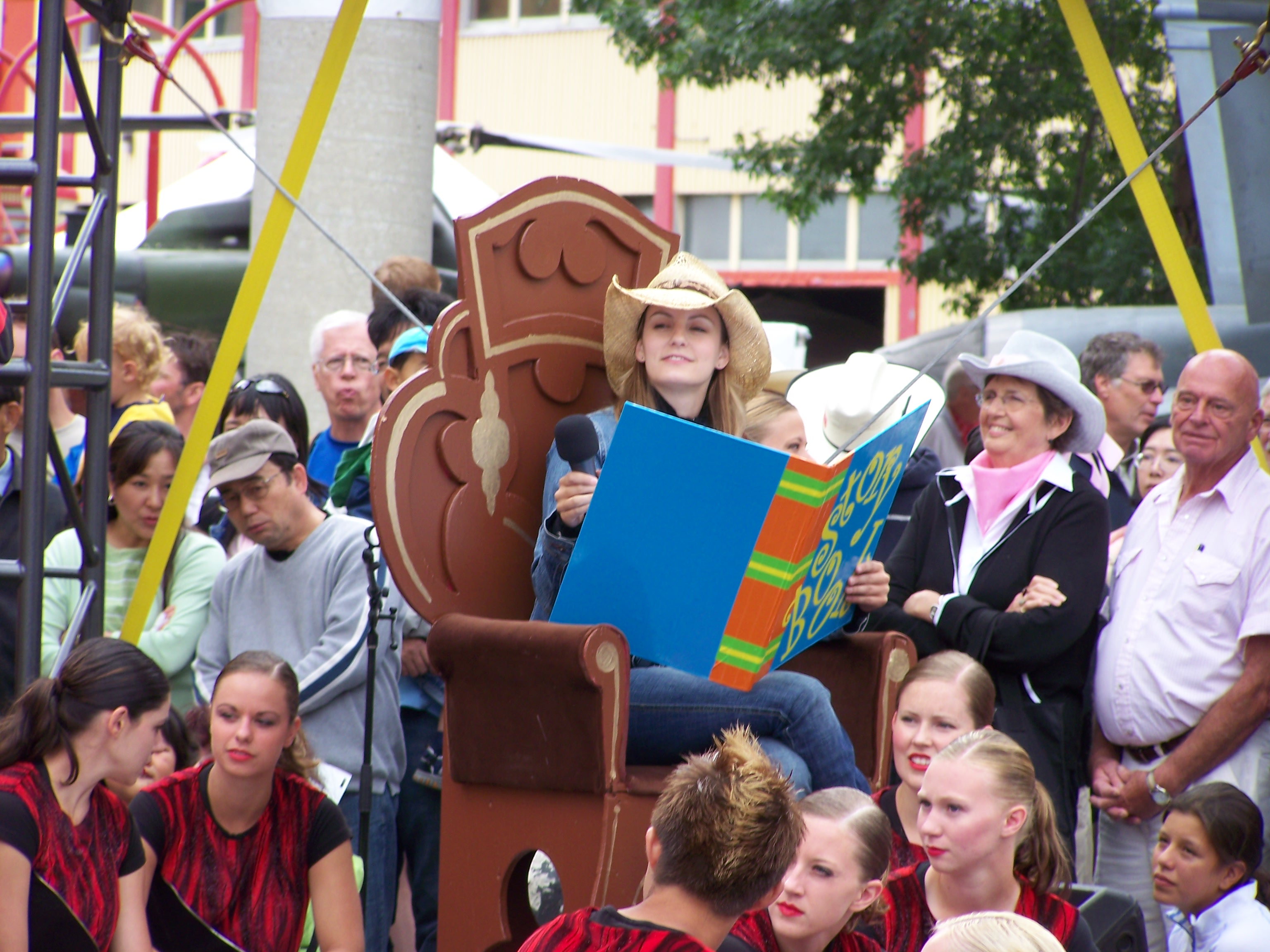
Линли Холл в роли ведущей.
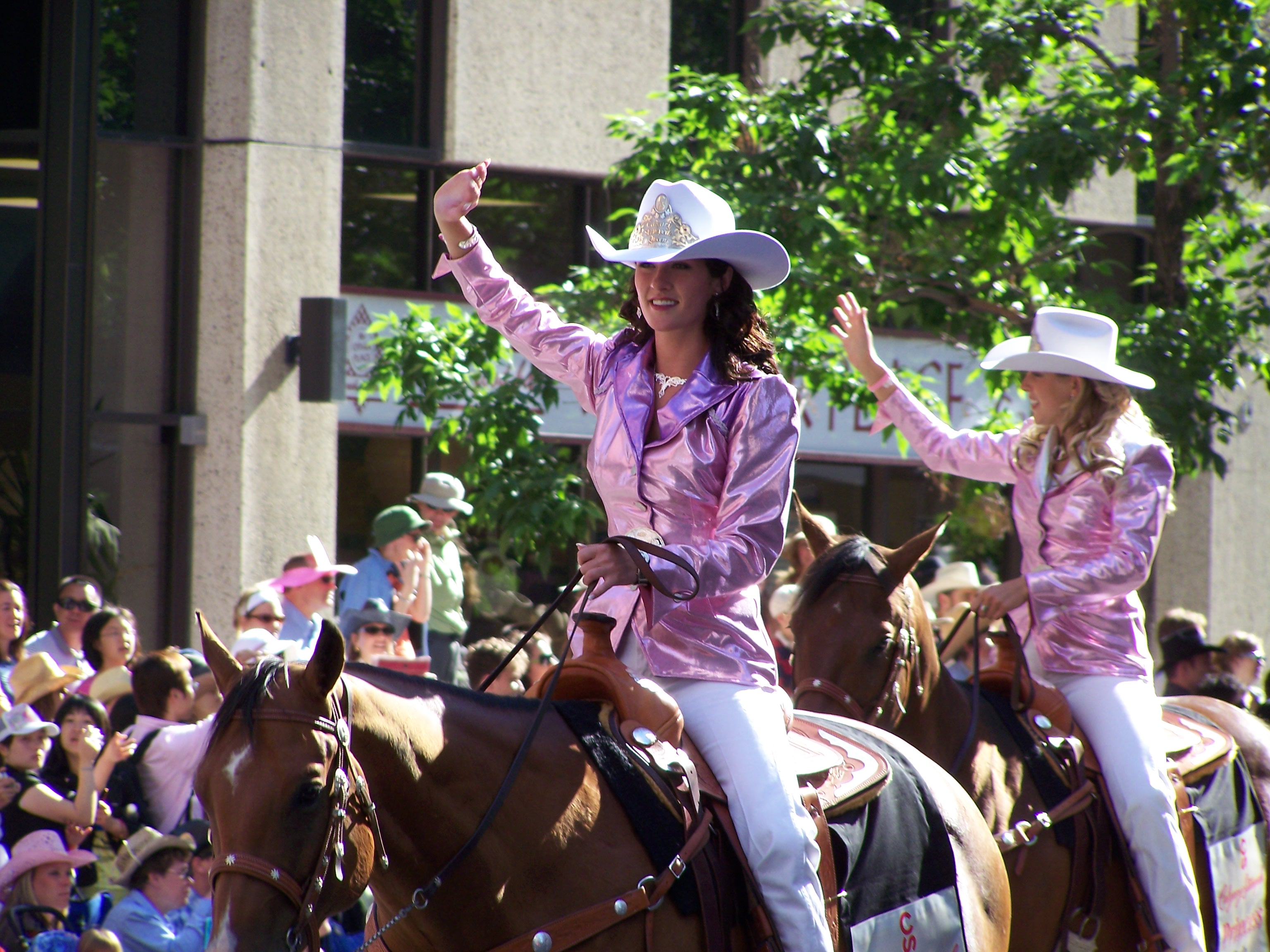
Королева Стампид (The Stampede Queen) Аманда Кохан, 2007 год.
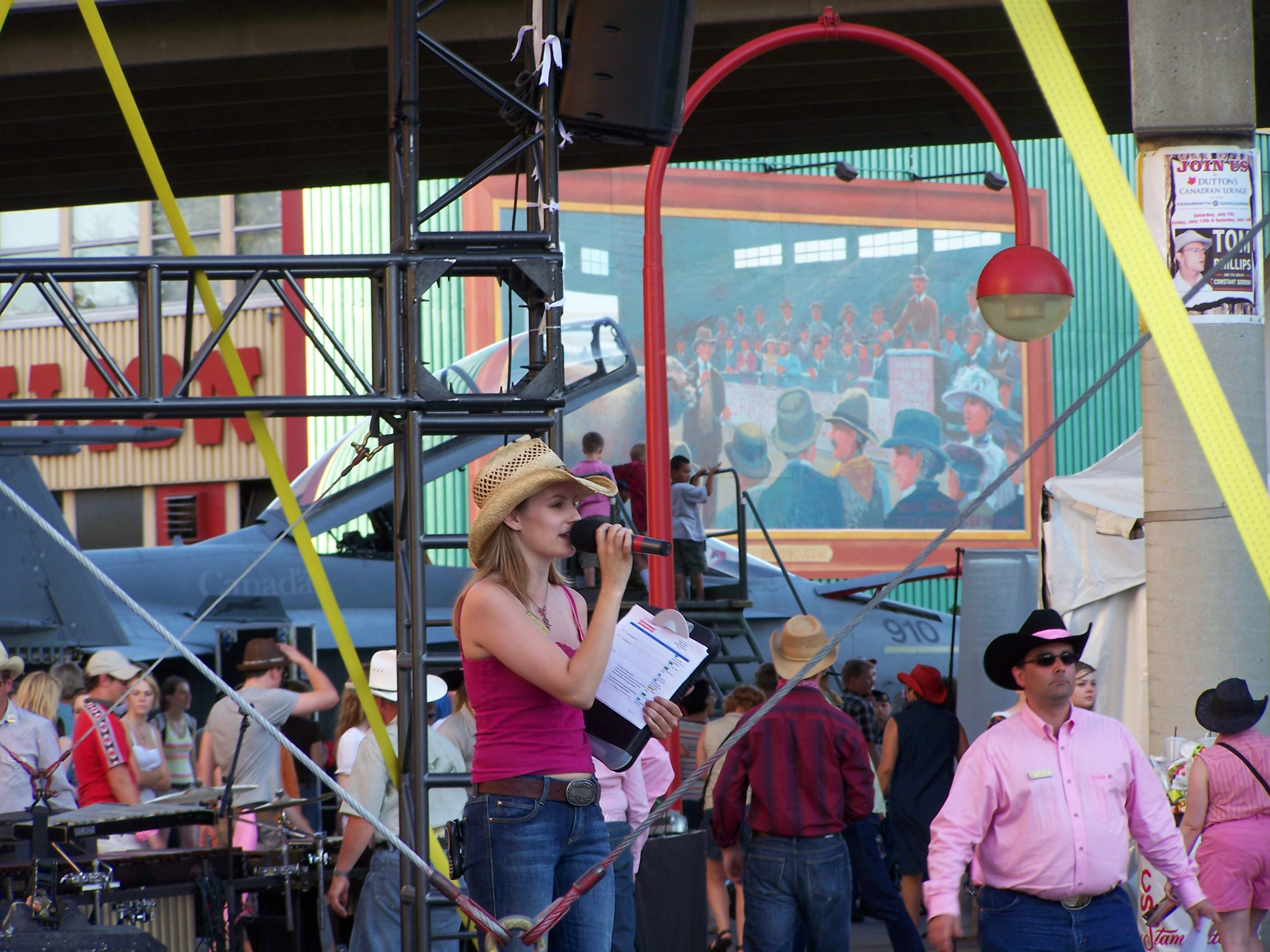
Линли Холл в роли ведущей.
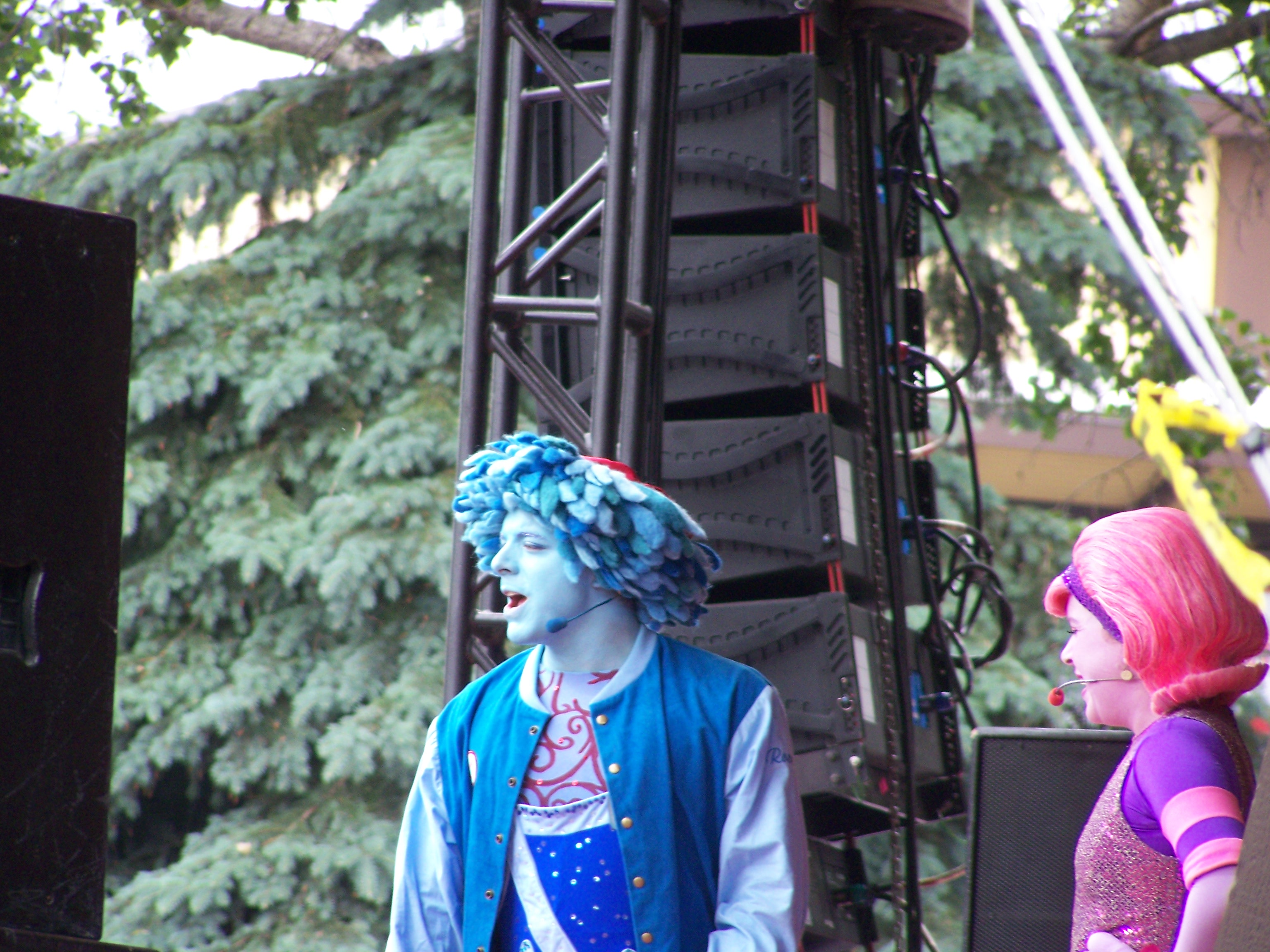
Театрализованное представление.
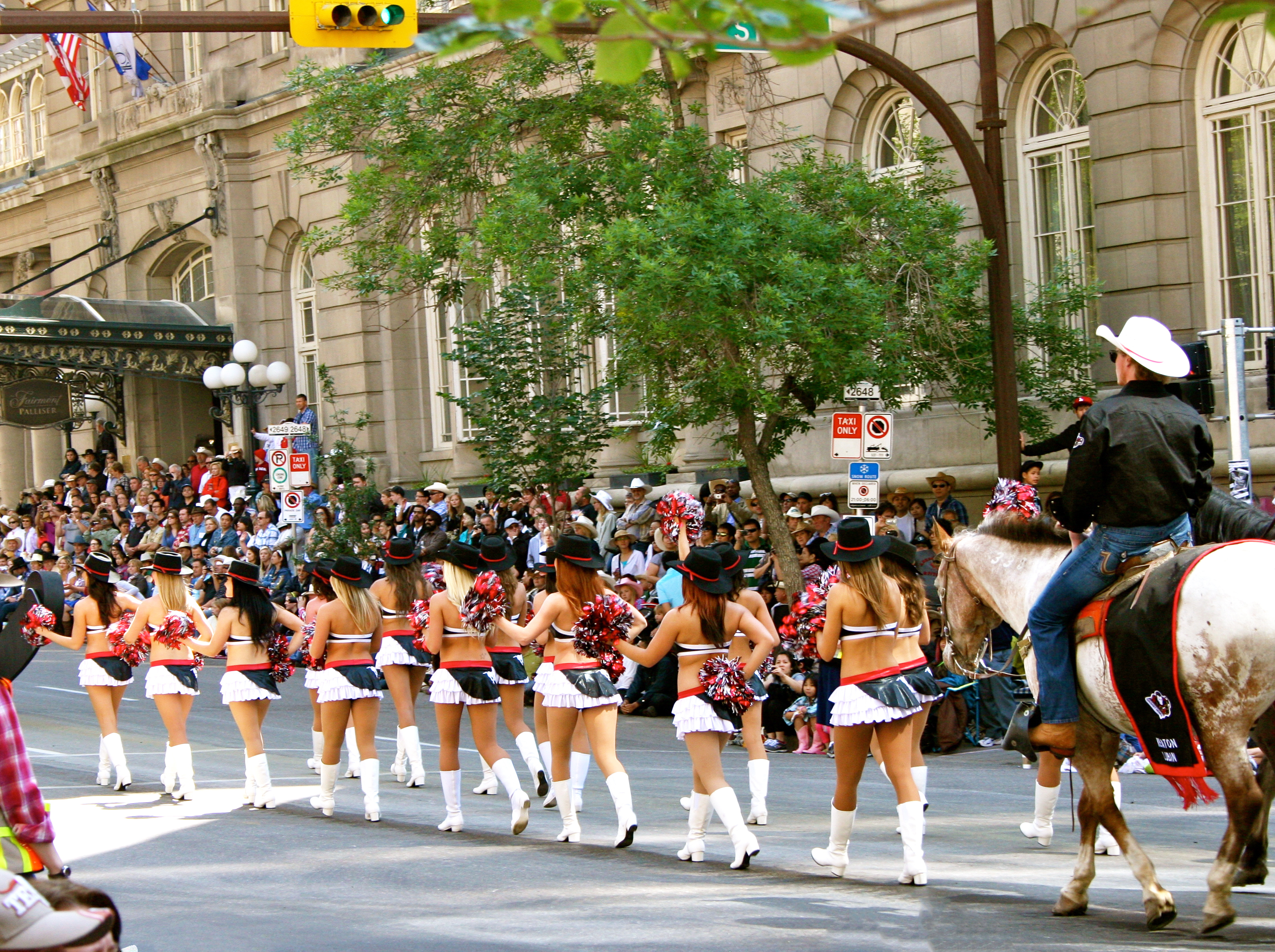